# John E. Howard
John E. Howard (Baltimore megye, 1752. június 4. – Baltimore megye, 1827. október 12.) az Amerikai Egyesült Államok szenátora (Maryland, 1796–1803).